# Vincent Anstett
Vincent Anstett (Estrasburgo, 26 de julio de 1982) es un deportista francés que compite en esgrima, especialista en la modalidad de sable.
Ganó cuatro medallas en el Campeonato Mundial de Esgrima entre los años 2005 y 2017, y cuatro medallas en el Campeonato Europeo de Esgrima entre los años 2007 y 2016.
Participó en los Juegos Olímpicos de Río de Janeiro 2016, ocupando el sexto lugar en la prueba individual.

## Palmarés internacional
| Campeonato Mundial | Campeonato Mundial      | Campeonato Mundial | Campeonato Mundial |
| Año                | Lugar                   | Medalla            | Prueba             |
| ------------------ | ----------------------- | ------------------ | ------------------ |
| 2005               | Leipzig (Alemania)      | Medalla de bronce  | Sable por equipos  |
| 2006               | Turín (Italia)          | Medalla de oro     | Sable por equipos  |
| 2007               | San Petersburgo (Rusia) | Medalla de plata   | Sable por equipos  |
| 2017               | Leipzig (Alemania)      | Medalla de bronce  | Sable individual   |
| Campeonato Europeo |                         |                    |                    |
| Año                | Lugar                   | Medalla            | Prueba             |
| 2007               | Gante (Bélgica)         | Medalla de bronce  | Sable por equipos  |
| 2008               | Kiev (Ucrania)          | Medalla de plata   | Sable por equipos  |
| 2009               | Plovdiv (Bulgaria)      | Medalla de bronce  | Sable por equipos  |
| 2016               | Toruń (Polonia)         | Medalla de plata   | Sable individual   |